# Dittico dei Simmachi e dei Nicomachi
Il dittico dei Simmachi e dei Nicomachi è un dittico d'avorio scolpito risalente forse al 388/401. Oggi le due valve del dittico, alto 29 cm, sono divise tra il Victoria and Albert Museum di Londra e il Musée de Cluny di Parigi (già al Louvre).
I dittici erano spesso commissionati dalle famiglie romane più prominenti come doni per celebrare eventi importanti, come il conferimento del consolato (dittico consolare). Gli studiosi ritengono che il dittico dei Simmachi e dei Nicomachi sia stato realizzato per celebrare un matrimonio tra membri di queste due influenti famiglie senatoriali pagane romane; generalmente si ritiene che il matrimonio sia stato quello tra Nicomaco Flaviano, figlio di Virio Nicomaco Flaviano, e la figlia di Quinto Aurelio Simmaco.

## Storia
Le valve del dittico furono conservate insieme fino al XIX secolo.
La più antica descrizione delle valve risale al 1717, quando un inventario del tesoro dell'abbazia di Montier-en-Der ne registrava l'uso come sportelli di un reliquiario dell'inizio del XIII secolo.
Lo storico dell'arte Richard Delbrueck ha scoperto un riferimento al dittico nella biografia di Bercario, che fondò l'abbazia nel 670 circa, scritta dall'abate Adso da Montier-en-Der nel X secolo; secondo Adso, il suo predecessore «visitò Gerusalemme e ottenne molte sacre reliquie, e portò con sé eccellenti tavolette in avorio».
A seguito della Rivoluzione francese, nel 1790 l'abbazia fu chiusa, e si persero le tracce del reliquiario e dei suoi pannelli. La valva dei Nicomachi fu recuperata nel 1860 in un pozzo, molto danneggiata dal fuoco, mentre la valva dei Simmachi, per lo più intatta, ricomparve nelle mani di un collezionista non molto tempo dopo. Le due valve furono acquistate rispettivamente dal Musée de Cluny e dal Victoria and Albert Museum.

## Descrizione e stile

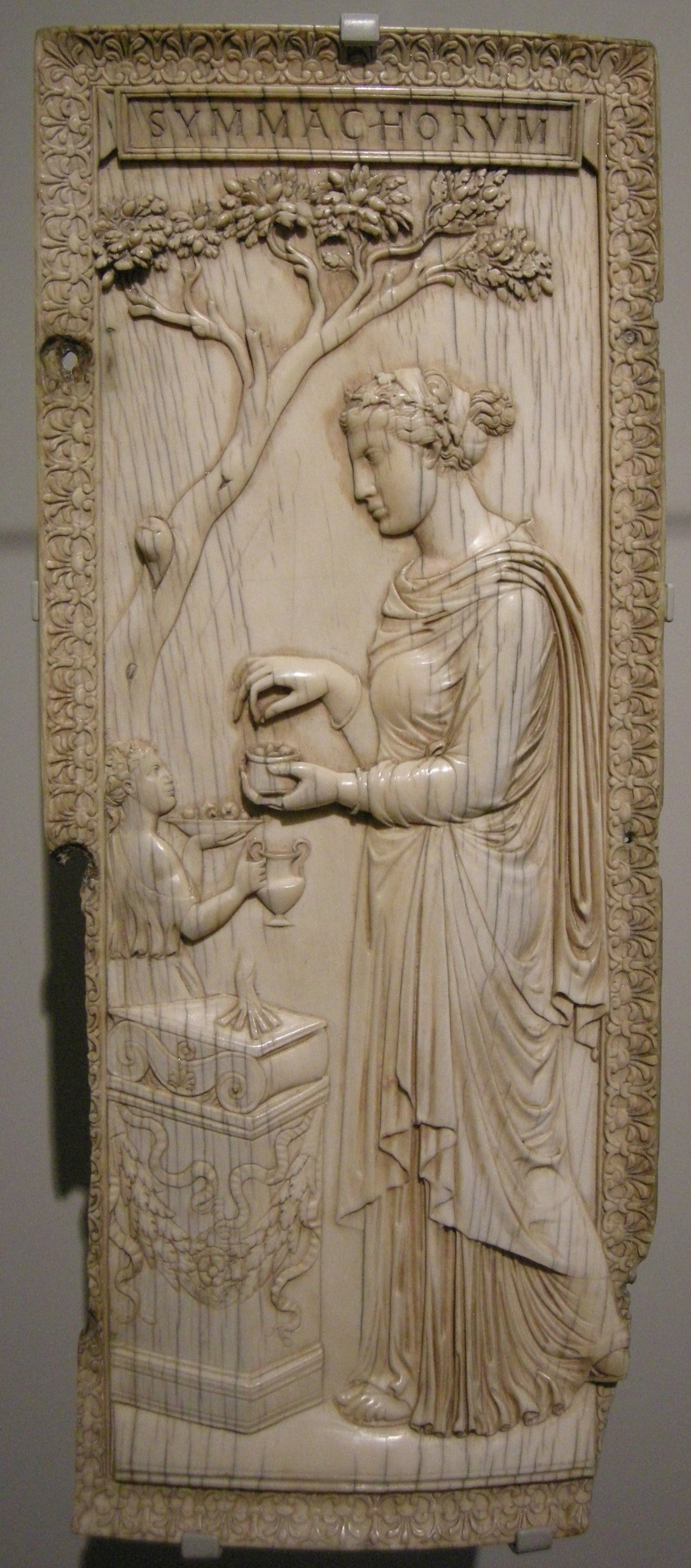
Valva «SYMMACHORVM» (dei Simmachi), conservata al Victoria and Albert Museum di Londra

Nel corso del tardo IV secolo si era diffuso l'uso dei dittici "consolari", come strumento di politica e propaganda della classe dominate dell'impero, allora divisa tra Roma, Costantinopoli e le altre capitali provvisorie. Esistevano poi i dittici ecclesiastici e, come nel caso di questo dittico, privati, legati alle grandi famiglie senatorie. Il dittico dei Simmachi e dei Nicomachi, dai nomi delle due potenti famiglie che vi sono incisi, raffigura due sacerdotesse pagane intente in riti sacri ed era destinato alla veicolazione (quale dono prezioso) di tematiche pagane e alla loro conservazione dopo la soppressione voluta da Teodosio I.
Il dittico misura 299 x 126 mm (valva dei Nicomachi) e 298 x 122 mm (valva dei Simmachi); fu prodotto a Roma, tra il 388 e il 401, o a Milano, nella stessa officina che realizzò il pannello d'avorio delle Marie presso la tomba, che col dittico condivide i dettagli del bordo.
Ciascuna delle due valve ha caratteristiche esterne comuni, con un bordo decorato da un fregio di palmette e fiori di loto e il nome familiare, in alto, entro una tabella biansata. Il soggetto principale di entrambe è una figura femminile intenta a atti di culto presso un altare.
La valva di Parigi è quella nelle peggiori condizioni di conservazione, essendo stata gravemente danneggiata in un incendio; l'avorio è fratturato in più parti, con alcune parti mancanti, in particolare le zone ad altorilievo come il volto della figura, la mano sinistra e il braccio destro. Vi è raffigurata una figura femminile con la testa china, i capelli sciolti e un seno destro scoperto. Ha in ciascuna mano una fiaccola accesa e probabilmente le sta accendendo per il rito nuziale, dopo aver preso il fuoco dall'altare, posto a sinistra su un'ara rotonda; sullo sfondo si vede un albero dai rami nodosi dove sono appesi due cembali.
La valva di Londra, meglio conservata, mostra una fanciulla pudicamente avvolta nello himation e nell'atto di prendere alcuni grani di prezioso incenso da bruciare su un altare a base rettangolare decorato da ghirlande scolpite; dietro di essa si trovano una piccola inserviente, che regge un oinochoe e una lanx colma di frutta, e albero di quercia, le cui foglie si trovano anche nelle corone della fanciulla e dell'inserviente.
La parte parigina dovrebbe alludere ai culti di Cibele o di Venere, e quella londinese a quelli di Dioniso, di Ercole o, per la presenza della quercia, di Giove.
Lo stile è caratterizzato da uno studiato classicismo, che si ispira a modelli della Grecia classica del V e IV secolo a.C., contaminati dal paesaggio di origine ellenistico. La resa delle pieghe dei panneggi e dei profili è molto minuziosa, mentre rivela il gusto pittorico tipicamente tardoantico l'insistenza sul chiaroscuro, il solco di contorno dell'albero e il rilievo negativo che scava le ombre negli altari. 
Si tratta degli ultimi esiti del classicismo, tipici della "rinascenza teodosiana" e dell'età di Onorio, che si ritrovano anche in opere simili (dittici, missoria, reliquiari) e in altre opere d'intaglio come le porte di Santa Sabina, nei quali si cerca in extremis di integrare la cultura classica con nuovi contenuti ed esigenze culturali.